# Rhipidolestes asatoi
Rhipidolestes asatoi – gatunek ważki z rodziny Rhipidolestidae.